# Antonio Sentmanat y Castellá
Antonio Sentmanat y Castellá (Barcellona, 21 aprile 1734 – Aranjuez, 14 aprile 1806) è stato un cardinale spagnolo.
Fu nominato cardinale della Chiesa cattolica da papa Pio VI.

## Biografia
Nacque a Barcellona il 21 aprile 1734.
Papa Pio VI lo elevò al rango di cardinale nel concistoro del 30 marzo 1789. Non partecipò al conclave del 1799-1800.
Morì il 14 aprile 1806 all'età di 71 anni.

## Genealogia episcopale e successione apostolica
La genealogia episcopale è:
- Cardinale Scipione Rebiba
- Cardinale Giulio Antonio Santori
- Cardinale Girolamo Bernerio, O.P.
- Arcivescovo Galeazzo Sanvitale
- Cardinale Ludovico Ludovisi
- Cardinale Luigi Caetani
- Cardinale Ulderico Carpegna
- Cardinale Paluzzo Paluzzi Altieri degli Albertoni
- Papa Benedetto XIII
- Papa Benedetto XIV
- Papa Clemente XIII
- Cardinale Francesco Saverio de Zelada
- Cardinale Antonio Sentmanat y Castellá

La successione apostolica è:
- Vescovo José Boltas, O.F.M.Disc. (1785)
- Vescovo Antonio Tavira Almazán (1791)
- Arcivescovo Juan Moya, O.F.M.Obs. (1794)
- Arcivescovo Rafael de Múzquiz y Aldunate (1795)
- Cardinale Luis María de Borbón y Vallabriga (1799)
- Vescovo Pedro Luis Blanco (1800)
- Vescovo José Vicente Lamadrid (1800)